# Presage
『Presage』（プレサージュ）は、小森まなみの6作目のアルバムである。1998年11月27日、スターチャイルドより発売された。

## 解説
- オリジナルアルバムとしては前作『Courage〜クゥ・ラージュ〜』以来2年3ヶ月ぶりとなる。
- 「君がそばにいれば（AsR Version）」はミニアルバム『Noël〜君がそばにいれば〜』で小森が矢尾一樹とのデュエット曲で収録した楽曲を、AsRで新たに収録し直した楽曲、小森がパーソナリティーラジオ番組のテーマソングになった。
- 「三月白書」は後に桑江知子がカバーしている。
- 「両手いっぱい菜の花にして〜Luna Version〜」はアルバム『HERTZ II〜ハートのKey Station〜』収録曲のリアレンジ曲。

## 収録曲
1. Enchante'
  - 作曲：pas de chat、編曲：藤原美穂
2. Chaton
  - 作詞：小森まなみ、作曲：中野雅仁、編曲：pas de chat
3. 君がそばにいれば（AsR Version）
  - 作詞：小森まなみ、作曲・編曲：池間史規
  - ラジオ『小森まなみの君がそばにいれば』オープニングテーマ
4. 三月白書
  - 作詞：小森まなみ、作曲：岡崎律子、編曲：京田誠一
5. reverence=inter lude=
  - 作曲：pas de chat、編曲：藤原美穂
6. Windy Swallow
  - 作詞：小森まなみ、作曲・編曲：手島いさむ
7. 両手いっぱい菜の花にして〜Luna Version〜
  - 作詞：小森まなみ、作曲：木根尚登、編曲：池間史規
8. entrechat=inter lude=
  - 作曲：pas de chat、編曲：藤原美穂
9. ミトン
  - 作詞：小森まなみ、作曲・編曲：pas de chat
10. あなたを想うと勇気がわいてくる
  - 作詞：小森まなみ、作曲・編曲：池間史規
  - ラジオ『小森まなみの君がそばにいれば』エンディングテーマ
11. Virgin Snow
  - 作詞：小森まなみ、作曲：小森まなみ・中野雅仁、編曲：pas de chat
12. Presage
  - 作詞：小森まなみ、作曲：岡崎律子、編曲：京田誠一
  - ラジオ『mamiのRADIかるコミュニケーション』エンディングテーマ
13. I Love You（Bonus Track）
  - 作詞：小森まなみ、作曲・編曲：池間史規
  - ラジオ大阪開局40周年記念ラジオチャリティーミュージックソンチャリティーソング